# Audi 5000
L'Audi 5000 è un'autovettura prodotta tra il 1977 ed il 1991 dalla Casa automobilistica tedesca Audi.

## Profilo della vettura
La 5000 altro non era che una versione dell'Audi 100 commercializzata negli USA, più raffinata, per motori e allestimenti, e con alcune piccole differenze estetiche di dettaglio. L'Audi 5000 venne prodotta in due generazioni, basate rispettivamente su scocca e meccanica delle Audi 100 C2 e C3 commercializzate in Europa. Mentre la primissima Audi 100 del 1968 non venne mai prevista in tale configurazione (pur essendo stata comunque esportata anche negli USA), l'ultima generazione della grande berlina tedesca rinunciò al nome 5000 proponendo anche oltreoceano la denominazione 100 prima di evolversi nella prima generazione dell'Audi A6.

### Prima generazione
Quello degli Stati Uniti è stato sempre considerato un mercato di grande importanza per i costruttori automobilistici di tutto il mondo. Ciò non fece eccezione per l'Audi, che a partire dall'autunno del 1977 lanciò negli USA l'Audi 5000, ossia un'Audi 100 C2 con allestimenti specifici per venire incontro alle normative statunitensi in materia di sicurezza stradale, ma anche di emissioni inquinanti. In realtà un primo lotto di preserie di 125 esemplari venne già inviato negli USA alla fine del 1976, ma ufficialmente la vettura viene datata all'anno successivo. La denominazione 5000 non stava ovviamente ad indicare la cilindrata del motore utilizzato, bensì indicava i 5 cilindri in cui erano frazionate tutte le unità motrici da essa montate. Le prime Audi 5000 differivano dalle Audi 100 europee in primo luogo per i gruppi ottici anteriori, sdoppiati e di forma circolare, ma anche per i paraurti più sporgenti ed avvolgenti, nonché per i cerchi in lega dal disegno specifico. Dal punto di vista della meccanica telaistica, non vi furono novità di sorta, mentre per quanto riguarda la gamma motori, inizialmente la 5000 fu prevista solo con il motore da 2144 cm3 alimentato ad iniezione meccanica, con la differenza che nella 5000 tale motore vide la propria potenza scendere da 136 ad appena 108 CV di potenza massima. Tale calo prestazionale fu causato dal basso rapporto di compressione, sceso da 9,3:1 a 8:1 per permettere al motore di sopportare la scarsa qualità della benzina commercializzata negli USA. Ma ciò si ripercosse negativamente nelle prestazioni, con la velocità massima che scese da 190 a 165 km/h, oltre che nei consumi, sensibilmente peggiorati.
Nella primavera del 1979 vi fu il primo aggiornamento alla gamma, con l'arrivo di una versione diesel con motore da 2 litri e potenza massima di 67 CV appena. Nonostante il mercato statunitense sia sempre stato particolarmente intollerante verso i motori a gasolio, la vettura vendette in un discreto numero di esemplari.
All'inizio del 1980 l'Audi 5000 venne sottoposta al consueto restyling di mezza età, un restyling che nel caso del modello americano risultò molto più deciso rispetto a quello effettuato nell'Audi 100 europea. In pratica, la nuova Audi 5000 aggiornata ricevette di sana pianta la carrozzeria dell'Audi 200 con proiettori sdoppiati, ma stavolta di forma quadrata. Per quanto riguarda la gamma motori, si ebbe una svolta ancora più decisa: per conferire migliori prestazioni al suo motore a benzina, esso venne sovralimentato mediante turbocompressore, analogamente a quanto già fatto in Europa nell'Audi 200. Grazie alla sovralimentazione, questo motore raggiunse una potenza massima di 130 CV (come nel 2.1 aspirato ad iniezione europeo) e per questo le prestazioni effettivamente migliorarono, con una velocità massima che salì fino a 175 km/h. Immutato il diesel aspirato. Fu solo all'inizio del 1982, durante gli ultimi mesi di commercializzazione della prima Audi 5000, che venne introdotto anche un turbodiesel, sempre da 2 litri ma con 87 CV di potenza massima, quest'ultimo montato anche sotto il cofano dell'Audi 200 europea.
La produzione dell'Audi 5000 basata sulla seconda generazione dell'Audi 100 terminò nel 1982: in totale ne vennero prodotti 160.624 esemplari, dei quali la maggior parte (115.526 esemplari) furono con motore 2.1 aspirato a benzina.

### Seconda generazione
L'arrivo nel mercato statunitense della seconda generazione dell'Audi 5000, basata sulla modernissima terza generazione dell'Audi 100, causò un certo subbuglio presso il pubblico e presso gli stessi costruttori locali, abituati com'erano a linee più convenzionali e squadrate. A tal punto che anche i modelli americani che sarebbero stati lanciati di lì a qualche anno si sarebbero adeguati al linguaggio stilistico introdotto dalla nuova berlina tedesca, la cui carrozzeria riprese del tutto i dettami stilistici della versione europea.
Al suo esordio, nel 1983, la seconda generazione dell'Audi 5000 venne proposta in due motorizzazioni a benzina: il 2.1 aspirato da 136 CV e il 2.2 turbo da 158 CV. Non vennero più esportate motorizzazioni diesel. La motorizzazione di base venne inoltre proposta anche con carrozzeria station wagon, quella che in Europa veniva denominata Avant e che negli USA invece venne denominata Audi 5000 Wagon. Nel 1985 la versione più potente, basata sulla contemporanea Audi 200 europea, venne proposta anche a trazione integrale, dando luogo all'Audi 5000 turbo quattro. L'anno successivo, gli aggiornamenti alla gamma furono invece due: la versione di base vide il proprio motore passare da 2.1 a 2.2 litri di cilindrata, anche se le prestazioni rimasero sostanzialmente immutate (la potenza massima salì di un solo cavallo vapore), mentre la versione con motore 2.2 turbo e trazione integrale venne proposta anch'essa con carrozzeria station wagon.
Il successo arrise anche a questa nuova generazione, anche se stavolta non mancarono dei problemi, primo fra tutti quello rappresentato dalla causa legale intentata da un'associazione di automobilisti che si trovarono ad avere a che fare con fenomeni di accelerazioni spontanee dell'auto. Alla fine emerse che alcuni mass-media avevano gonfiato il problema e che quindi certi risvolti erano stati volontariamente falsati, ma a quel punto l'immagine dell'Audi negli USA era già stata compromessa. Per questo, la Casa dapprima intervenne con una serie di richiami per poi in seguito sottoporre la vettura ad un aggiornamento, ed infine togliere la vettura dal listino americano in occasione del lancio della quarta generazione dell'Audi 100 europea, che negli USA venne esportata con la stessa denominazione utilizzata nel Vecchio Continente.
Non si conoscono i dati di produzione relativi alla seconda generazione dell'Audi 5000 in quanto vengono mescolati con quelli relativi all'Audi 100 C3 europea.